# 851
Cette page concerne l'année 851  du calendrier julien. Pour l'année 851 av. J.-C., voir 851 av. J.-C.
L'année 851 est une année commune qui commence un jeudi.

## Événements
- 7 mars : mort près de Vendôme du souverain de Bretagne Nominoë, auquel va succéder son fils Erispoë[1].
- Mai : nouveau colloque de Meerssen entre les trois fils de Louis le Pieux[2].
- 3 juin : crucifixion du moine Isaac. Début d'une crise de fanatisme religieux en Espagne. Martyre volontaire d’une cinquantaine de mozarabes sur le marché de Cordoue (851-859)[3].
- 22 - 23 août : bataille de Jengland. Erispoë bat les troupes de Charles le Chauve à Jengland-Beslé et assure sa suprématie sur toute la Bretagne. Plus tard, par le traité d'Angers, il deviendra vassal de Charles le Chauve avec droit aux insignes royaux[4].
- 27 août : le calife Jafar al-Mutawakkil ordonne que les biens du grand cadi mutazilite Ibn Abî Du'ad soient mis sous séquestre[5]. Il est destitué et le sunnite Yahya ibn al-Aktham le remplace l'année suivante[6].
- Septembre : traité d'Angers[7]. Charles le Chauve reconnaît Erispoë, le fils de Nominoë comme roi de Bretagne et lui cède aussi les comtés de Retz, Rennes et  Nantes. Le roi de Bretagne prête un hommage au roi de France, hommage qui n'est pas un hommage lige, ce dernier entraînant alors une allégeance. La Bretagne demeura donc un royaume souverain. En souvenir de cet hommage purement symbolique, et pour bien marquer l'indépendance bretonne, les ducs de Bretagne seront couronnés « Duc, roi en leurs terres »[8].
- 13 octobre : les Vikings emmenés par leur chef Hoseri (Asgeirr), remontent une nouvelle fois la Seine jusqu'à Rouen. Ils hivernent sur le continent pour la première fois. À pied, ils se rendent jusqu'à Beauvais qu'ils incendient[9] ainsi que l'abbaye Saint-Germer-de-Fly, dans l'Oise (juin 852) avant d'être défaits par les troupes franques à Vardes. Ils restent dans le Bassin parisien jusqu’à la fin de 852.
- Une flotte viking considérable remonte l’Elbe, puis opère en Rhénanie et en Flandre[10].
- Bataille d'Aclea (probablement Ockley dans le Surrey)[11]. Le roi Æthelwulf de Wessex bat les Danois de Rorik installés depuis 850 sur l'île de Thanet, à l'embouchure de la Tamise. Il ne peut cependant pas les chasser de Thanet, ni les empêcher de s’y fortifier.
- Arrivée des Danois en Irlande, qui prennent Dublin aux Norvégiens[12].
- Mort du roi basque de Pampelune, Eneko Arista, fondateur d’une dynastie qui règne sur la Navarre jusqu’en 1234[13]. Son fils García Ier de Navarre, régent du royaume depuis 841 en raison de la maladie de son père, lui succède (fin du règne en 870).
- Le roi d'Italie Louis II intervient à Bénévent aux côtés de Guy de Spolète pour mettre fin à la guerre civile commencée en 839. Il parvient à mettre d'accord Siconolf et Radalgis sur un partage. Siconolf devient prince de Salerne et les mercenaires musulmans sont chassés[14]
- L’Irlandais Jean Scot Érigène rédige De praedestinatione (De la prédestination divine). Les conciles de Valence (855) et de Langres (859) condamnent ce traité qui reprend l’enseignement d'Hincmar : le destin de l’individu ne dépend pas entièrement de Dieu, mais est également conditionné par le libre arbitre, une autre voie d’accès au salut personnel. Il affirme qu’il n’y a pas de damnation au sens traditionnel du terme. Pour Érigène, tous les êtres humains deviennent de purs esprits[15]